# So It’s Come to This: A Simpsons Clip Show
«So It’s Come to This: A Simpsons Clip Show» (с англ. — «Как это было: клип-шоу «Симпсонов»») — восемнадцатая серия четвёртого сезона мультсериала «Симпсоны», премьера которой состоялась 1 апреля 1993 года в США на телеканале «Fox».
Серия воспроизводит традицию американских сериалов ради экономии время от времени выпускать одну из серий в виде компиляции фрагментов старых серий — клип-шоу (выпуск из нарезок).

## Сюжет
История начинается в День смеха, когда Гомер шутит над Бартом в течение дня. Барт, возмущённый многочисленными шутками отца, решает отомстить ему путём встряхивания пива на промышленном вибрастенде. Когда Гомер открывает пиво, это приводит к мощному взрыву, из-за которого Гомер доставлен в больницу. Пока Гомер лежит в больнице, семья вспоминает аналогичные трудности из прошлых эпизодов, которые проявляются в виде клипов.
В больнице Гомер видит конфетную машину и, при попытке получить шоколад, случайно падает и конфетная машина давит его. Мистер Бёрнс пытается махнуть рукой на системы жизнеобеспечения Гомера, чтобы удержаться от необходимости платить за медицинскую страховку.
Пока Гомер лежит в коме в больнице, Барт признаётся, что он был тем, кто виноват в его отправлении в больницу. Услышав это, Гомер постепенно выходит из комы и душит Барта. Несмотря на это, Мардж и другие счастливы, что Гомеру, наконец, хорошо.
Эпизод заканчивается тем, что Гомер, по-прежнему в предположении, что это День дурака, пытается обмануть семью, говоря, что берёт их на Гавайи. Однако, Барт и Лиза рассказывают Гомеру, что текущая дата 16 мая и о том, что, пока Гомер был в коме 7 недель, у него усохло 10 % мозга, к большому ужасу Гомера, но и это всё также оказывается шуткой.

## Другие эпизоды-нарезки
- «Another Simpsons Clip Show»
- «The Simpsons 138th Episode Spectacular»
- «All Singing, All Dancing»
- «Gump Roast»